# 松下忠洋
松下 忠洋（まつした ただひろ、1939年〈昭和14年〉2月9日 - 2012年〈平成24年〉9月10日）は、日本の政治家、建設官僚。
内閣府特命担当大臣（金融担当）・郵政民営化担当大臣（野田第2次改造内閣）、復興副大臣兼内閣府副大臣（野田第1次改造内閣）、経済産業副大臣（鳩山由紀夫内閣・菅直人内閣・菅直人第1次改造内閣・菅直人第2次改造内閣・野田内閣・野田第1次改造内閣）、内閣府副大臣（規制改革、男女共同参画、国民生活、栄典などの担当）（第1次小泉内閣）、衆議院内閣委員長、衆議院議員（5期）、国民新党副代表、同鹿児島県支部代表を歴任。

## 来歴

### 生い立ち
鹿児島県薩摩郡川内町（のちの川内市、現：薩摩川内市）出身。高城村立高来小学校（現：薩摩川内市立高来小学校）、川内市立川内北中学校（現：薩摩川内市立川内北中学校）、鹿児島県立川内高等学校を経て、京都大学農学部林学科を卒業した。

### 官界にて
1962年（昭和37年）、建設省河川局に入省した。1970年（昭和45年）より、外務省に出向し、経済協力局にて勤務することとなった。また、1973年（昭和48年）には、インドネシアの公共事業省にて勤務した。1992年（平成4年）、建設省を退官した。

### 自民党時代
1993年（平成5年）7月の第40回衆議院議員総選挙に自民党公認で出馬し、旧鹿児島2区にて初当選。平成研究会（小渕派）に所属した。小選挙区比例代表並立制の導入により、同じ鹿児島3区を地盤とする宮路和明と選挙区調整を行い、1996年（平成8年）は小選挙区、2000年（平成12年）・2003年（平成15年）の総選挙では比例九州ブロック単独で出馬し、4期連続当選。第1次小泉内閣では内閣府副大臣（規制改革、男女共同参画、国民生活、栄典などの担当）を務めた。

### 郵政造反から落選
2005年（平成17年）7月5日の郵政国会では郵政法案に反対票を投じた。このため、同年9月11日の総選挙では自民党の公認を得られず無所属で鹿児島3区から出馬したが、自民党公認の宮路に敗れ落選。この際、引退を表明したが2007年（平成19年）の参院選では民主党候補を応援し、政治活動を再開する。

### 国民新党への入党から当選

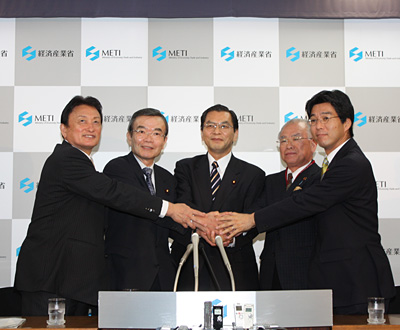
左から中山義活経産大臣政務官、池田元久同副大臣、大畠章宏同大臣、松下同副大臣、田嶋要同大臣政務官（2010年9月21日、記者会見にて）

第45回衆議院議員総選挙において民主党からの出馬要請を固辞し、自民党時代から縁の深い綿貫民輔らの要請で国民新党に入党、同党の公認で出馬する意向を表明した。前回は独自候補を擁立した民主党も推薦することを決め、共産党も既に同選挙区から撤退しているため、自民現職の宮路と事実上の一騎討ちとなり、宮路に比例復活も許さず勝利した。その後、党副幹事長に就任。
2009年（平成21年）9月16日、鳩山由紀夫内閣において経済産業副大臣に就任した。
その後、菅直人内閣、菅直人第1次改造内閣、菅直人第2次改造内閣でも経済産業副大臣に再任された。東日本大震災発生後は、国会議員としていち早く、現地福島県に入り復旧支援活動・原発問題に関する陣頭指揮を取る。
2011年（平成23年）9月に発足した野田内閣でも経済産業副大臣に再任された。2012年（平成24年）2月10日、復興庁の設置に伴い野田第1次改造内閣において経済産業副大臣を退任し復興副大臣兼内閣府副大臣（原発事故の収束や再発防止の担当）に就任。在任中、福島第一原子力発電所事故による災害からの復興を推進した。

### 初入閣

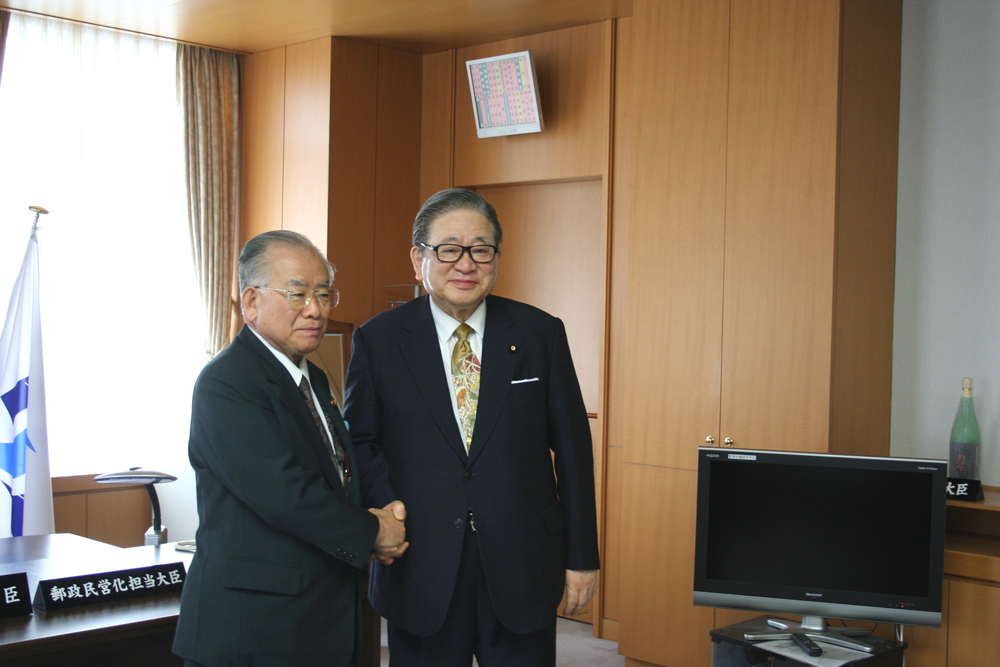
自見庄三郎より事務引継ぎを受ける松下（2012年6月5日）

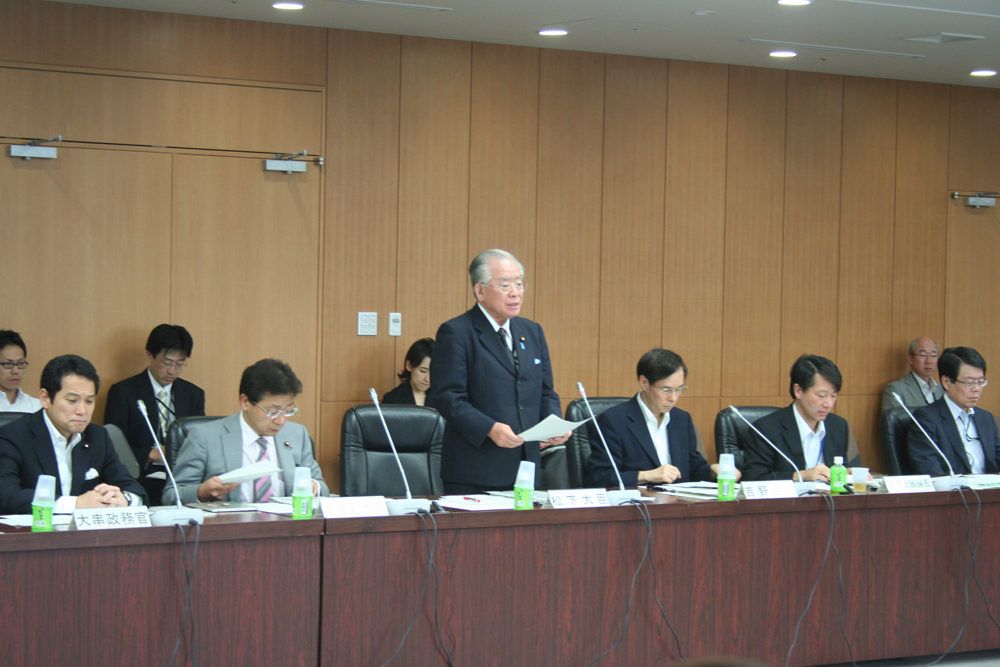
金融審議会総会・金融分科会合同会合にて（2012年7月4日）

2012年（平成24年）6月、内閣改造に伴い成立した野田第2次改造内閣では、内閣府特命担当大臣（金融）に就任した。また、国務大臣としての所管事項として「新たな郵政民営化法等に基づく郵政事業の改革を政府一体となって円滑に推進するため行政各部の所管する事務の調整（郵政民営化担当大臣）」も担当することになった。
金融担当大臣としては大手証券会社が絡むインサイダー取引問題やAIJ投資顧問の年金資産消失事件を受けた再発防止策などの策定に尽力した。

### 突然の自殺
2012年（平成24年）9月10日17時前、東京都江東区東雲の自宅マンションで倒れている所を妻と秘書官、警視庁警備部の警護担当者により発見された。18時前、港区の虎の門病院へ緊急搬送されたが、死亡が確認された。死亡当日の午後に金融庁で予定されていた会議に、本人が「行けなくなった」として出席していなかった。現場の状況から警視庁東京湾岸警察署は首を吊って自殺を図ったとみて捜査を開始し、その後の捜査で松下の自室に野田佳彦内閣総理大臣と夫人に宛てた遺書が発見されたことから、警視庁は死因を自殺と正式に断定した。
松下死去の一報を受け、野田は首相官邸でのインタビューに「言葉も見つからない。心からご冥福をお祈りいたします」と答え、19時37分に虎の門病院に弔問に訪れた。所属する国民新党の自見庄三郎代表は「前立腺の病気があったが完治し、ことし6月に閣僚になるときには『もう大丈夫だ』ということだった」「地味だが真面目にこつこつ仕事をし、私も誇りに思っていた」と述べた。また、松下の遺体と面会した亀井静香元国民新党代表は「ことしの春、松下氏は、癌で病院に入院していたことがあり、お見舞いに行ったことがある。亡くなられた詳しい状況や死因は分からないが、お悔やみ申し上げたい」と述べた。
松下が死去したことに伴い、安住淳財務大臣が金融担当大臣事務代理を兼任することとなり、郵政民営化担当大臣事務代理は野田が兼任する。
その後、松下の死去に伴う鹿児島3区の補欠選挙が10月28日に施行されることになり、松下の後継候補として国民新党は、松下の政策秘書を務めていた野間健・前大臣秘書官を公認候補として擁立した。一方、自民党からは落選していた宮路が返り咲きを目指して出馬した。補欠選挙は、野間と宮路による事実上の一騎討ちの展開となったが、野田政権発足以降初となる国政選挙ということもあり、民主党執行部が総出で応援に駆け付けるという与党の全面支援の下で野間は挑んだものの、宮路に及ばず落選した。
しかし、その2か月後に実施された第46回衆議院議員総選挙においては、与党に猛烈な逆風が吹く中、野間は宮路を破って初当選した（宮路は比例復活）。

## 略歴
- 1962年（昭和37年）

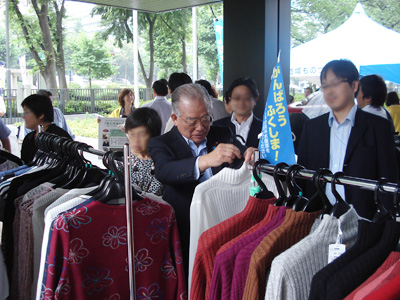
「被災地域ものづくり支援」販売会にて（2011年6月27日）

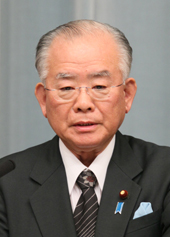
大臣就任時のでの記者会見にて（2012年6月4日、首相官邸）

  - 3月 京都大学農学部林学科を卒業。大学時代は応援団に所属。
  - 4月 建設省に入省。
- 1991年（平成3年）6月 建設省砂防部長
- 1993年（平成5年）7月 衆議院議員総選挙に自民党公認で出馬し初当選。以後連続4期当選。
- 1998年（平成10年）7月 小渕内閣で農林水産政務次官に就任。
- 2001年（平成13年）5月 第1次小泉内閣で内閣府副大臣（規制改革、男女共同参画、国民生活、栄典などの担当[2]）に就任。
- 2005年（平成17年）9月 自民党を離党し、無所属で総選挙に出馬し落選。一旦、政界引退を表明。
- 2009年（平成21年）
  - 8月 第45回衆議院議員総選挙に鹿児島県第3区より国民新党公認で出馬し、自民前職の宮路和明を破り5期目の当選。
  - 9月 鳩山由紀夫内閣において経済産業副大臣に就任。
- 2012年（平成24年）
  - 2月 野田第1次改造内閣において復興副大臣兼内閣府副大臣（原発事故の収束や再発防止の担当）に就任。
  - 6月 野田第2次改造内閣において内閣府特命担当大臣（金融）に就任。
  - 9月10日 東京都江東区東雲の自宅にて倒れているところを発見され、死亡が確認された。

## 議員連盟
- 平和を願い真の国益を考え靖国神社参拝を支持する若手国会議員の会（会長[12]）
- 日本の前途と歴史教育を考える議員の会（事務局長代理）